# آلبرت گرین (بازیکن فوتبال)
آلبرت گرین (انگلیسی: Albert Green; ۱۸ آوریل ۱۹۰۷ – q1 1977 (aged 69)) بازیکن فوتبال اهل بریتانیا بود.
از باشگاه‌هایی که در آن بازی کرده‌است می‌توان به باشگاه فوتبال شفیلد ونزدی، باشگاه فوتبال لینکولن سیتی، باشگاه فوتبال گینزبورو ترینیتی، و باشگاه فوتبال وستهام یونایتد اشاره کرد.